# Уват (Иркутская область)
Уват — деревня в Нижнеудинском районе Иркутской области

## География
Деревня находится в 8 км от центра района

## Население
По данным Всероссийской переписи населения 2010 года население НП составило 111 человек

## Власть
Деревня в административном плане относится к Усть-Рубахинскому муниципальному образованию Нижнеудинского района
Иркутской области